# Aphonopelma jacobii
Aphonopelma jacobii — вид павуків родини павуків-птахоїдів (Theraphosidae). Описаний у 2024 році.

## Етимологія
Вид названо на честь арахнолога Майкла Джейкобі, який сприяв багатьом екскурсіям дослідників у гори Чирікауа у 2018 та 2019 роках. Крім того, він відкрив багато важливих зразків, у тому числі перші нори самок Aphonopelma chiricahua та цей дивовижний вид. Його невтомна праця в полі та пристрасть до природної історії надзвичайно допомогли покращити знання про біологію тарантула та біорізноманіття в горах Чирікауа та прилеглих районах.

## Поширення
Ендемік США. Поширений у горах Чирікауа на південному сході Аризони. Мешкає у середньогірних мадреських вічнозелених дубових і сосново-дубових лісах.

## Опис
Панцир голотипного самця має розміри 6,708 на 6,509 мм, а панцир паратипної самиці має розміри 9,018 на 8,908 мм.